# Pfleghaus Anras

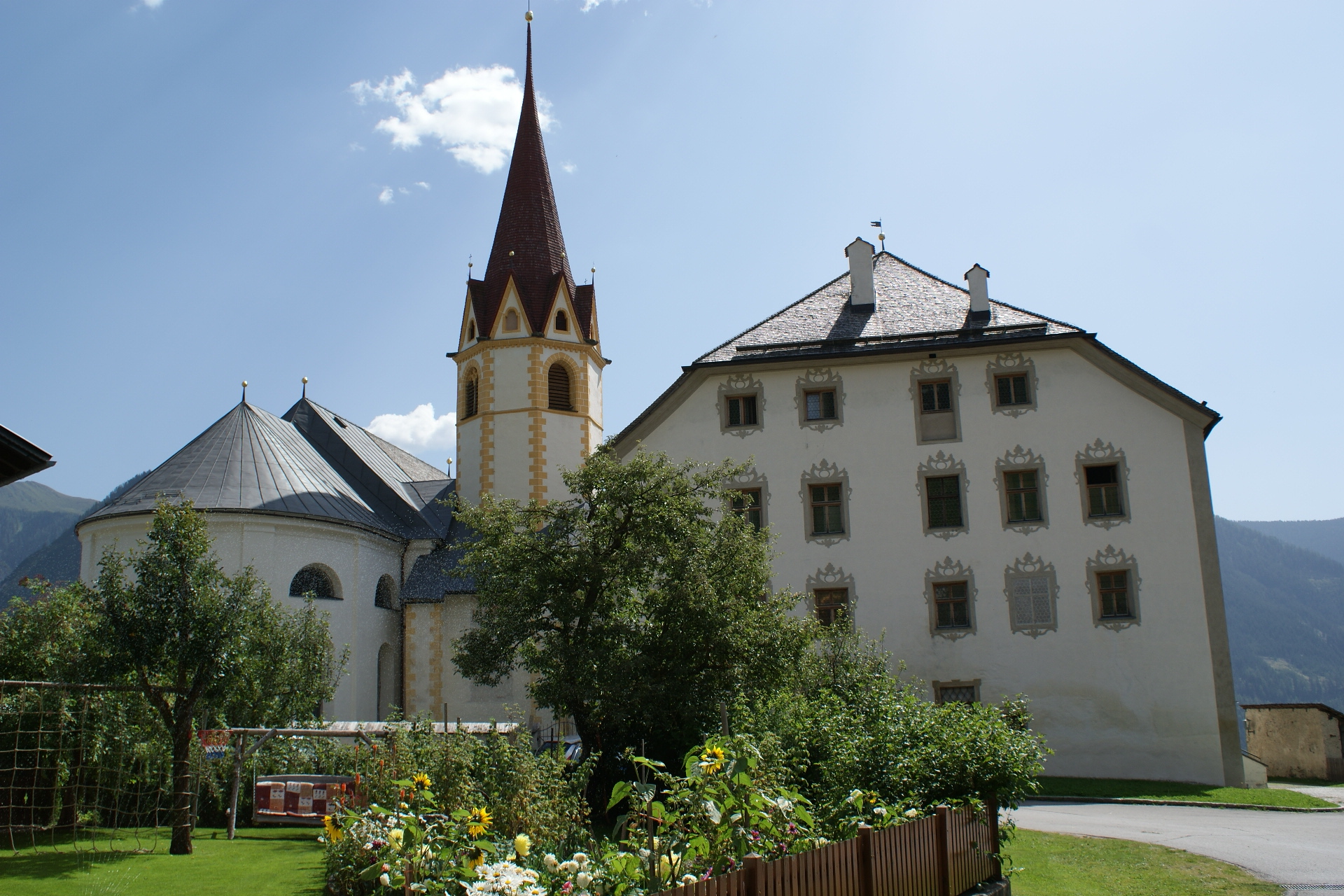
Schloss Anras

Das Pfleghaus Anras (auch Schloss Anras genannt) ist ein ehemaliges Verwaltungsgebäude der Bischöfe von Brixen im Bergdorf Anras und eines der bedeutendsten profanen Baudenkmäler Osttirols.

## Lage
Das Dorf liegt im Bezirk Lienz im Hochpustertal zwischen Lienz und Sillian auf einer Sonnenterrasse eingebettet zwischen den Lienzer Dolomiten im Süden und den Villgratner Bergen im Norden.

## Geschichte
Dem überaus milden Klima verdankt Anras den Beinamen „Kornkammer Osttirols“. 1236 verlieh Kaiser Friedrich II. dem Bistum Brixen zusätzlich die weltliche Macht für das Gebiet der Herrschaft Anras. Das Hochstift Brixen genoss eine allgemeine Immunität. In Anras konnte sich die Güterverwaltung gemeinsam mit der Gerichtsbarkeit herausbilden. 
Im Laufe der Zeit weitete sich das Gut von Anras bis Obertilliach und bis zur Lienzer Klause aus. 1754 wurde das Schloss im Barockstil erweitert. Aus dem ursprünglichen Bau entwickelte sich im Laufe der Jahrhunderte das heutige Pfleghaus Anras um die dortigen Güter sowie die Rechtspflege im Raum Anras zu verwalten. 
Das Kulturjuwel wurde 1991 von der Messerschmitt Stiftung gekauft und restauriert. Seit 1997 wurde das Pfleghaus Anras als Museum genutzt. Es befanden sich u. a. eine Dauerausstellung von Paul Flora sowie ein geschichtsbezogenes Gerichtsmuseum im Haus. Außerdem gab es saisonale Schwerpunkte durch internationale Sonderausstellungen und Veranstaltungen. 2014 wurde das Gebäude für die Öffentlichkeit geschlossen. Seit 2022 steht es der Öffentlichkeit wieder zur Verfügung. Nach einem Beschluss der Tiroler Landesregierung wird es auf die Dauer von 50 Jahren der Gemeinde Anras zur Nutzung überlassen: als Amtshaus, als Ort der Kultur, des Dialogs und des persönlichen Austauschs. Der langfristige Mietvertrag mit dem Besitzer, der Messerschmitt Stiftung, gibt der Gemeinde Planungssicherheit.  Wertvolle Täfelung, die Gerichtsstuben von 1755, der Kornkasten und sämtliche andere Räumlichkeiten können wieder besichtigt werden. Das Pfleghaus Anras ist heute ein Identifikationsobjekt für die gesamte Region Ost- sowie Südtirols und ein Modell moderner Denkmalpflege. Geplant sind zeitlich begrenzte museale Ausstellungen in den Sommermonaten, kuratiert von den Tiroler Landesmuseen aber auch regionale, vor allem auch überregional ausstrahlende kulturelle Veranstaltungen im verbleibenden größeren Teil des Jahres (z. B. Konzerte, Lesungen, Ausstellungen, Filmtage und -nächte, inklusive Kunstprojekte.)